# Titularbistum Taddua
Taddua ist ein Titularbistum der römisch-katholischen Kirche.
Die Stadt Taddua lag in Nordafrika  und wurde erst 1989 in die Liste der Titularbistümer aufgenommen.
| Titularbischöfe von Taddua |                   |                                   |                 |               |
| Nr.                        | Name              | Amt                               | von             | bis           |
| 1                          | Friedhelm Hofmann | Weihbischof in Köln (Deutschland) | 25. Juli 1992   | 25. Juni 2004 |
| 2                          | Jan Zając         | Weihbischof in Krakau (Polen)     | 14. August 2004 |               |